# Angiostrongyloza
Angiostrongyloza – (angiostrongylosis canum) choroba wywoływana u psów i lisów przez Angiostrongylus vasorum (robaka płucnego, nicienia płucnego, płucniaka). Pasożyt jest roznoszony przez ślimaki i pomrowy. Do zarażenia może dojść na skutek połknięcia zarażonego ślimaka lub pomrowa przez psa lub lisa. Zagrożenie stanowią również trawy lub patyki, po których pełzały ślimaki-nosiciele nicieni płucnych. Choroba daje objawy głównie ze strony układu oddechowego: przyspieszony oddech, duszności, ciężki wydajny kaszel z krwawą flegmą, nietolerancja wysiłkowa i omdlenia. Dochodzi także do zaburzeń krzepliwości objawiających się trudnością w zahamowaniu krwawień, siniakami, nadmiernymi krwawieniami przy zabiegach chirurgicznych. Pojawiają się też objawy ze strony układu nerwowego. W skrajnych przypadkach może dojść do śmierci chorego zwierzęcia. Postawienie prawidłowej diagnozy wymaga dodatkowych badań kału psów lub lisów na obecność płucników. Polska należy do krajów najbardziej zagrożonych angiostrongylozą w Europie. Prawdopodobną przyczyną rozprzestrzeniania się choroby jest wzrost populacji lisów i ich zdolność do przemieszczania się na znaczne odległości.